# Archactenis
Archactenis är ett släkte av fjärilar. Archactenis ingår i familjen vecklare.
Kladogram enligt Catalogue of Life:
| Archactenis | \| \| Archactenis centrostricta \| \| \| \| \| \| Archactenis haplozona \| \| \| \| |
|             | \| \| Archactenis centrostricta \| \| \| \| \| \| Archactenis haplozona \| \| \| \| |
|             | Archactenis centrostricta                                                           |
|             |                                                                                     |
|             | Archactenis haplozona                                                               |
|             |                                                                                     |